# Жак I (князь Монако)
Жак I (фр. Jaque I), имя при рождении — Жак-Франсуа-Леонор де Гойон де Матийон (фр. Jacques François Léonor de Goyon de Matignon, 21 ноября 1689 — 23 апреля 1751) — князь Монако в 1731—1733 годах.

## Биография
Представитель старинного нормандского дворянского рода, сын графа Ториньи Жака III де Гойон-Матийона и его жены Шарлотты.
В 1715 году брат князя Монако Антуана I, священник Франсуа-Оноре, отказался от прав на княжеский титул. Так как Антуан не имел законнорожденных сыновей, наследницей стала старшая дочь Луиза-Ипполита. Для сохранения княжеского титула в семье Гримальди Антуан склонял дочь к браку со своим двоюродным братом, сеньором Антиба. Однако дочь выбрала себе в мужья Жака-Франсуа де Гойон-Матийона. Его кандидатуру также поддержал король Франции Людовик XIV, который хотел укрепить французское влияние в Монако. В этом браке родились пятеро сыновей: Антуан-Шарль, Оноре, Шарль, Франсуа-Шарль, Шарль-Морис и четыре дочери. Однако сам брак был не счастливым, Жак предпочитал больше оставаться в Версале, где у него было несколько любовниц, чем в Монако.

## Правление
Заняв трон Монако после смерти отца 20 февраля 1731 года, Луиза-Ипполита умерла 31 декабря того же года. Титул князя унаследовал её муж, взявший фамилию «Гримальди».
Жак I пренебрег государственными делами и под давлением населения был вынужден покинуть страну в мае 1732 года, формально оставаясь у власти до ноября 1733 года.
7 ноября 1733 года Жак отрёкся от княжеского титула в пользу сына Оноре. Остаток жизни провёл при французском королевском дворе. Закончил строительство Матиньонского дворца в Париже.